# 大人のまじめなカバーシリーズ
『大人のまじめなカバーシリーズ』（おとなのまじめなカバーシリーズ）は、安藤裕子のカバー・アルバム。

## 概要
2004年から発表されてきたカバー曲に、新録曲を加えた全11曲で構成される。
初回限定盤に付属するDVDには、池田貴史と33年ぶりにミュージックビデオに出演している樹木希林と当時の衣装を再現したコスチュームで振り付きで踊る「林檎殺人事件」のビデオクリップと、アルバムの全曲解説インタビューが収められる。

## 収録曲

### CD
1. ジ・アザー・サイド・オブ・ライフ／樋口康雄
2. 林檎殺人事件 feat. 池田貴史／郷ひろみ&樹木希林
3. セシルはセシル／早瀬優香子
4. 君は1000%／1986オメガトライブ
5. 君に、胸キュン。 -浮気なヴァカンス-／Yellow Magic Orchestra
6. ゴーイン・バック・トゥ・チャイナ／鹿取洋子
もともとはオランダのバンド、ディーゼルの楽曲の日本語ヴァージョン。
7. 春咲小紅／矢野顕子
8. Woman 〜Wの悲劇より〜／薬師丸ひろ子
9. 松田の子守唄／サザンオールスターズ
10. ワールズエンド・スーパーノヴァ／くるり
11. ぼくらが旅に出る理由／小沢健二
12. ワールズエンド・スーパーノヴァ live ver.（BONUS TRACK）

### DVD
1. 林檎殺人事件 feat. 池田貴史（MUSIC CLIP）
2. 安藤裕子本人による全曲解説